# Luck (Wisconsin)
Luck es una villa ubicada en el condado de Polk en el estado estadounidense de Wisconsin. En el Censo de 2010 tenía una población de 1.119 habitantes y una densidad poblacional de 173,37 personas por km².

## Geografía
Luck se encuentra ubicada en las coordenadas 45°34′36″N 92°27′45″O / 45.57667, -92.46250. Según la Oficina del Censo de los Estados Unidos, Luck tiene una superficie total de 6.45 km², de la cual 4.88 km² corresponden a tierra firme y (24.32%) 1.57 km² es agua.

## Demografía
Según el censo de 2010, había 1.119 personas residiendo en Luck. La densidad de población era de 173,37 hab./km². De los 1.119 habitantes, Luck estaba compuesto por el 97.23% blancos, el 0.18% eran afroamericanos, el 0.54% eran amerindios, el 0.09% eran asiáticos, el 0% eran isleños del Pacífico, el 0.18% eran de otras razas y el 1.79% pertenecían a dos o más razas. Del total de la población el 1.7% eran hispanos o latinos de cualquier raza.